# Нияманду, Марселино
Марсели́но Никола́с Нияманду́ Охе́да (исп. Marcelino Nicolás Ñamandú Ojeda; родился 28 июля 1999 года, Каакупе, Парагвай) — парагвайский футболист, полузащитник клуба «Серро Портеньо».

## Клубная карьера
Наманду — воспитанник клуба «Рубио Нью». 5 апреля 2015 года в матче против столичной «Олимпии» он дебютировал в парагвайской Примере. Марселино стал одним из самых молодых дебютантов клуба, выйдя на поле в официальном матче в возрасте 16 лет. Летом 2018 года Наманду перешёл в «Серро Портеньо». 8 сентября в матче против «Спортиво Лукеньо» он дебютировал за новую команду. 2 декабря в поединке против «Депортиво Капиата» Марселино забил свой первый гол за «Серро Портеньо». 

## Международная карьера
В 2015 году в составе сборной Парагвая до 17 лет Наманду принял участие в юношеском чемпионате мира в Чили. На турнире он принял участие в матчах против команд Сирии и  Новой Зеландии. В поединке против новозеландцев Марселино забил гол.
В 2019 году в составе молодёжной сборной Парагвая Наманду принял участие в молодёжном чемпионате Южной Америки в Чили. На турнире он сыграл в матчах против команд Аргентины, Перу и Уругвая. В поединке против аргентинцев Марселино забил гол.